# دوري كرة القدم الغربي 1920–21
دوري كرة القدم الغربي 1920–21 (بالإنجليزية: 1920–21 Western Football League)‏ هو موسم من دوري كرة القدم الغربي ‏. فاز فيه نادي بريستول سيتي.